# Stephanie Wodianka
Stephanie Wodianka (* 13. November 1971 in Dillenburg) ist eine deutsche Romanistin.

## Leben
Nach dem Abitur 1991 Dillenburg studierte Wodianka von 1991 bis 1992 Rechtswissenschaften in Heidelberg, von 1992 bis 1998 für das Lehramt an Gymnasien (Französisch/Deutsch) in Gießen, von 1996 bis 2000 Italianistik als Zusatzfach an der Universität Gießen. Von 2002 bis 2010 war sie wissenschaftliche Mitarbeiterin im Sonderforschungsbereich 434 „Erinnerungskulturen“ am Institut für Romanistik in Gießen. Seit 2010 ist sie Professorin (W3) für Französische und Italienische Literaturwissenschaft in Rostock.
Ihre Forschungsschwerpunkte sind romanistische Literaturwissenschaft (Französisch, Italienisch) mit komparatistischer Ausrichtung, meditative Literatur der Frühen Neuzeit (Frankreich, Deutschland, England, Italien), individuelle und kulturelle Identität in der Literatur, Mythos- und Gedächtnistheorien, Mythos als belief system, Mythosgeschichte (Jeanne d’Arc, Matière de Bretagne) in Frankreich und Italien, Kulturgeschichte des französischen Chansons, italienische und französische Reiseliteratur (insbes. 18./19. Jh.), Film und kulturelle Erinnerung und Literatur und die Küste.

## Schriften (Auswahl)
- Betrachtungen des Todes. Formen und Funktionen der „meditatio mortis“ in der europäischen Literatur des 17. Jahrhunderts. Tübingen 2004, ISBN 3-484-36590-0.
- Zwischen Mythos und Geschichte. Ästhetik, Medialität und Kulturspezifik der Mittelalterkonjunktur. Berlin 2009, ISBN 978-3-11-020352-3.